# 76713 Wudia
76713 Wudia è un asteroide della fascia principale. Scoperto nel 2000, presenta un'orbita caratterizzata da un semiasse maggiore pari a 3,1704372 UA e da un'eccentricità di 0,0213075, inclinata di 5,78088° rispetto all'eclittica.